# Kull Zdobywca
Kull Zdobywca (ang. Kull the Conqueror) – amerykański film przygodowy z 1997 roku w reżyserii Johna Nicolelli. 
Film nawiązuje do postaci Kulla Atlantydy z opowiadań Roberta E. Howarda, ale nie jest adaptacją żadnego z utworów literackich tego autora o tej postaci. Niektóre z wątków pasują jednak do howardowskiej powieści Godzina smoka oraz opowiadania Feniks na mieczu. Bohaterem obu tych utworów nie jest jednak Kull, lecz Conan z Cymerii.

## Opis fabuły
Barbarzyński wojownik Kull rani w bitwie króla Valuzji. Jednak umierający władca wybacza mu przed śmiercią i czyni swoim następcą. Taki obrót sprawy nie wszystkim się podoba. Jeden ze spiskowców, który sam pragnie przejąć władzę budzi do życia kobietę-demona, która niegdyś władała Ziemią. Kull zakochuje się w pięknej kobiecie, nie zdając sobie sprawę z niebezpieczeństwa na jakie się naraża.

## Obsada
- Kevin Sorbo – Kull
- Tia Carrere – Akivasha
- Thomas Ian Griffith – generał Taligaro
- Litefoot – Ascalante
- Roy Brocksmith – Tue
- Harvey Fierstein – Juba
- Karina Lombard – Zareta
- Edward Tudor-Pole – Enaros
- Douglas Henshall – Ducalon
- Joe Shaw – Dalgar
- Sven-Ole Thorsen – król Borna
- Terry O'Neill – kapitan statku
- Pat Roach – Zulcki
- John Hallam – Mandara